# 목성에서 본 수성 일면통과
목성에서 본 수성 일면통과는 수성이 목성과 태양 사이를 정확히 통과할 때 발생한다. 목성에서 본 수성은 마치 태양 원반 위를 지나가는 작은 점처럼 보인다.
목성은 가스 행성이기 때문에 실질적으로 이 현상을 관측하려면 목성 주위에 있는 위성들의 표면에서 태양을 바라봐야 할 것이다. 이 경우 일면통과 발생 시각 및 기타 여건은 이론적인 시간에 비해 약간 달라질 수 있다.
다음의 공식을 이용하면 수성과 목성의 회합 주기는 89.792일이다.
1/(1/P-1/Q)
(여기서 P는 수성의 공전 주기 87.968435일, Q는 목성의 공전 주기 4330.595일이다.)
목성 공전면 경사각에 대한 수성의 경사각은 6.29도로 지구 경사각에 대한 수성의 경사각 7도보다 작다.

## 과거와 미래의 수성 일면통과
| 목성에서 본 수성 일면통과 | 목성에서 본 수성 일면통과 | 목성에서 본 수성 일면통과 |
| ------------------------- | ------------------------- | ------------------------- |
| 2000년 2월 9일            | 2047년 7월 22일           | 2095년 1월 1일            |
| 2005년 12월 25일          | 2053년 7월 6일            | 2100년 11월 17일          |
| 2006년 3월 26일           | 2053년 9월 5일            | 2101년 2월 5일            |
| 2011년 11월 28일          | 2059년 5월 10일           | 2106년 10월 21일          |
| 2012년 2월 26일           | 2059년 8월 8일            | 2107년 1월 18일           |
| 2018년 1월 12일           | 2065년 6월 23일           | 2112년 12월 4일           |
| 2023년 9월 17일           | 2071년 2월 26일           | 2118년 8월 9일            |
| 2023년 12월 15일          | 2071년 5월 27일           | 2118년 11월 7일           |
| 2029년 10월 31일          | 2077년 4월 11일           | 2124년 9월 22일           |
| 2035년 7월 6일            | 2082년 12월 16일          | 2130년 5월 28일           |
| 2035년 10월 3일           | 2083년 3월 15일           | 2130년 8월 26일           |
| 2041년 8월 18일           | 2089년 1월 28일           | 2136년 7월 11일           |
| 2041년 11월 17일          | 2089년 4월 29일           | 2136년 10월 9일           |

## 같이 보기
- 통과 (천문학)

## 참고 문헌
- Albert Marth, Note on the Transit of the Planet Mars and its Satellites across the Sun’s disc, which will occur for the Planet Jupiter and its Satellites on April 13, 1886, Monthly Notices of the Royal Astronomical Society, 46 (1886), 161–164.